# World Heavyweight Championship (wrestling)
World Heavyweight Championship er navnet på flere forskellige VM-titler inden for wrestling, heriblandt TNA World Heavyweight Championship i Total Nonstop Action Wrestling (TNA) og WWE World Heavyweight Championship i World Wrestling Entertainment (WWE), men begrebet dækker generelt også over wrestlingorganisationernes mest prestigefyldte titel, eksempelvis WWE Championship, der siden 1980'erne ikke har båret navnet "world heavyweight championship", men som har haft samme status.
Indtil 1980'erne var det meget få wrestlingorganisationer, der med rette kunne kunne promovere et "world heavyweight championship" eller en verdensmester, fordi mange af disse verdensmestre kun forsvarede deres VM-titel i et begrænset område, fx kun i enkelte regioner af USA. 
I 1980'erne kom wrestling ind i populærkulturen, og mange wrestlingorganisationer fik landsdækkende og verdensomspændende eksponering og kunne derved mere retmæssig promovere et "world heavyweight championship" verden over. 

## Historie
De fleste af de mest anerkendte VM-titler i dag stammer fra den første anerkendte VM-titel, der blev vundet af Georg Hackenschmidt i 1905. NWA World Heavyweight Championship, der blev etableret i 1948 i National Wrestling Alliance (NWA), sporer direkte dens afstamning fra disse tidlige verdensmestre og er dermed den ældste eksisterende VM-titel, der fortsat er aktiv. Der opstod mange regionale wrestlingorganisationer i USA, og NWA blev dannet i 1948 som et ledende organ inden for wrestling. De enkelte wrestlingorganisationer i NWA fortsatte med at anerkende deres egne titler og mestre, men de anerkendte samtidig NWA World Heavyweight Championship som den øverste og vigtigste titel – også vigtigere og mere prestigefyldt end deres egen "VM-titel". American Wrestling Association (AWA) blev dannet i 1960, fordi organisationen rev sig løs fra NWA i slutningen af 1950'erne. AWA etablerede AWA World Heavyweight Championship og forærede titlen til NWA's regerende verdensmester Pat O'Connor, men kort tid efter bestemte AWA, at O'Connor havde opgivet titlen til AWA's Verne Gagne. AWA og AWA's VM-titel blev inaktive i 1990. NWA World Heavyweight Championship har siden fungeret som den VM-titel som andre VM-titler er sprunget ud fra, fx WCW World Heavyweight Championship i World Championship Wrestling (WCW). Som en konsekvens heraf er også disse VM-titler forbundet med Georg Hackenschmidts og Frank Gotchs VM-titler i starten af 1900-tallet. 
World Wrestling Entertainment (WWE) råder over to af disse aktive VM-titler: WWE Championship og WWE World Heavyweight Championship. WWE Championship blev introduceret i 1963, da Capitol Wrestling Corporation, forgængeren til WWE, rev sig løs fra NWA og blev til World Wide Wrestling Federation (WWWF). WWWF World Heavyweight Championship blev derved etableret ud fra NWA World Heavyweight Championship og blev givet til Buddy Rogers, efter at han havde tabt NWA World Heavyweight Championship til Lou Thesz. WWWF blev omdøbt til World Wrestling Federation (WWF) i 1979, og VM-titlen blev kendt under navnet WWF World Heavyweight Championship og senere kun WWF Championship. På samme måde blev WCW World Heavyweight Championship introduceret i World Championship Wrestling (WCW) i 1991 og givet til NWA's regerende verdensmester Ric Flair. WCW rev sig løs fra NWA i 1993 og blev en konkurrent til WWF. WCW fik en masse succes og til sidst gik de ind i en krig om tv-seere mod WWF. WCW fortsatte også med at anerkende Ric Flairs periode med NWA World Heavyweight Championship under et andet navn, WCW International World Heavyweight Championship. Denne titel eksisterede i WCW, fordi NWA var begyndt at anerkende en anden verdensmester, og WCW kunne derved ikke bruge NWA-navnet til at promovere titlen længere. Titlen blev forenet med WCW World Heavyweight Championship i 1994. WCW blev senere opkøbt af WWF, og WCW World Heavyweight Championship blev forenet med WWF Championship i 2001. Chris Jericho blev WCW's sidste verdensmester, og han blev efterfølgende også den nye, ubestridte verdensmester i WWF efter sejr over The Rock og Steve Austin. 
WWF Championship blev således den ubestridte VM-titel inden for wrestling, fordi ingen andre prominent VM-titler eksisterede længere. WWF blev omdøbt til World Wrestling Entertainment (WWE) i 2002, og titlen blev kendt som WWE Undisputed Championship, og samtidig blev WWE opdelt i to "brands" – RAW og SmackDown. WWE Undisputed Championship blev derefter tildelt det ene brand og blev omdøbt til WWE Championship, da WWE introducerede WWE World Heavyweight Championship (i WWE kendt som World Heavyweight Championship). WWE World Heavyweight Championship blev derved også produceret indirekte fra NWA World Heavyweight Championship. ECW Championship, der oprindeligt eksisterede i Extreme Championship Wrestling (ECW), blev introduceret i 1992 i Eastern Championship Wrestling, forgængeren til ECW. Titlen blev officielt etableret i 1994 og er også produceret fra NWA World Heavyweight Championship. Det skete, da organisationen rev sig løs fra NWA og blev til Extreme Championship Wrestling. WWF opkøbte ECW i 2001 samtidig med WCW, men det var først i 2006, at WWE introducerede ECW som organisations tredje "brand" og derved også ECW Championship. Brandet og titlen blev dog stoppet i 2010. 
I Total Nonstop Action Wrestling (TNA), en wrestlingorganisation, der blev grundlagt i 2001, lavede man en aftale med NWA om at bruge NWA World Heavyweight Championship i organisationen. TNA og NWA endte samarbejdet i 2004, men TNA fortsatte med at bruge NWA-navnet indtil 2007, hvor organisationen etablerede TNA World Heavyweight Championship, der også deler NWA World Heavyweight Championships historie. Ring of Honor (ROH), der også blev grundlagt i 2002, har også vokset sig store inden for wrestling og anerkender ROH World Championship.

## Nomenklatur
Navnet på wrestlingorganisationen kommer ofte før navnet "world heavyweight championship" i en VM-titels fulde navn, fx NWA World Heavyweight Championship og WCW World Heavyweight Championship. Der er dog nogle VM-titler, der kun går ved navnet "World Heavyweight Championship – altså uden navnet på organisationen. Det sker i nogle tilfælde i organisationer, hvor der også er andre VM-titler. Det var tilfældet i AWA i 1960'erne og 1970'erne, i NWA og WCW i 1990'erne og i WWE i dag. 
Fordi navnet "world heavyweight championship" bliver brugt generelt om en række forskellige VM-titler, skaber det ofte forvirring om, hvilket mesterskab, der henvises til, når man bruger navnet. Det er ofte tilfældet, når man skal redegøre for, hvor mange "world heavyweight championships" (VM-titler), Ric Flair reelt har vundet. WWE anerkender Flair som en 16-dobbelt verdensmester og anerkender hans "world heavyweight championships" i NWA, WCW og WWE, men det har ikke noget med WWE's World Heavyweight Championship at gøre, og Flair har aldrig vundet den titel. 
Andre titler er blevet kaldt "VM-titler" uden at være "world heavyweight championships". Disse titler inkluderede ofte forskellige klassifikationer, som fx vægtklasse eller titler, der har en eller flere specielle betingelser associateret med bæltet. Eksempler på sådanne titler inkluderer WCW World Television Championship eller WCW Cruiserweight Championship. Wrestlingorganisationer kan også anerkende sekundære til VM-titlen, der er betegnet som regionale, nationale eller internationale titler, som fx WCW United States Heavyweight Championship eller WWE Intercontinental Championship.

## Aktive VM-titler
| VM-titel                           | Wrestlingorganisation          | Etableret      | Noter |
| ---------------------------------- | ------------------------------ | -------------- | --- |
| NWA World Heavyweight Championship | Ring of Honor                  | 1948           | Denne titel blev etableret, da NWA blev grundlagt i 1948 og var et vellykket forsøg på at skabe én VM-titel inden for wrestling. Titlens historik kan spores tilbage til World Heavyweight Wrestling Championship fra 1905. Titlen var den mest prestigefyldte VM-titel helt frem til 1980'erne og har fungeret som fundamentet for etableringen af andre VM-titler, fx WWE Championship og TNA World Heavyweight Championship. I 1990'erne mistede titlen sin status som VM-titel, og i dag forsvares den i Ring of Honor. |
| ROH World Championship             | Ring of Honor                  | 27. juli 2002  | Denne titel er den vigtigste titel i Ring of Honor, der er den tredjestørste wrestlingorganisation i USA, men titlen har ikke opnået status som VM-titel endnu. |
| TNA World Heavyweight Championship | Total Nonstop Action Wrestling | 14. maj 2007   | Denne VM-titel blev introduceret i TNA i 2007 som en direkte fortsættelse af NWA World Heavyweight Championship. NWA-titlen var blevet forsvaret i TNA fra begyndelsen i 2002 og havde opnået status som VM-titel i 2006. Efter TNA og NWA ophørte samarbejdet, fik TNA-titlen status som VM-titel. |
| WWE World Heavyweight Championship | World Wrestling Entertainment  | 29. april 1963 | Denne VM-titel er WWE's originale VM-titel, der siden 1980'erne har været den mest prestigefyldte VM-titel inden for wrestling. WWE-titlen har sin afstamning i NWA World Heavyweight Championship, og WWE etablerede VM-titlen, efter at organisationen ikke længere hørte ind under NWA. I 2001 blev titlen forenet med WCW World Heavyweight Championship, og i 2013 blev den forenet med WWE's World Heavyweight Championship                                                                                           |

## Inaktive VM-titler
| VM-titel                                         | Wrestlingorganisation          | Etableret       | Inaktivt          | Noter |
| ------------------------------------------------ | ------------------------------ | --------------- | ----------------- | --- |
| AWA World Heavyweight Championship               | American Wrestling Association | 18. maj 1959    | 12. december 1990 | Titlen blev deaktiveret, da AWA lukkede. |
| ECW World Heavyweight Championship               | Extreme Championship Wrestling | 27. august 1994 | 10. april 2001    | NWA's verdensmester, Shane Douglas, nægtede at anerkende sig selv om verdensmester i NWA, men i stedet for udnævnte han sig selv som den nye verdensmester i Extreme Championship Wrestling i 1994. Titlen blev inaktiv i 2001, da World Wrestling Entertainment opkøbte ECW. Fra 2006 til 2010 blev titlen dog genetableret i WWE, men fik ikke status som VM-titel. |
| WCW World Heavyweight Championship               | World Championship Wrestling   | 11. januar 1991 | 9. december 2001  | Titlen kom ud fra NWA World Heavyweight Championship, da NWA's verdensmester Ric Flair blev anerkendt som den første indehaver af WCW World Heavyweight Championship i januar 1991. Titlen blev forenet med WWE Championship i 2001, og Chris Jericho blev WCW's sidste verdensmester.                                                                                |
| WCW International World Heavyweight Championship | World Championship Wrestling   | 1993            | 23. juni 1994     | Efter WCW og NWA afsluttede deres samarbejde, brugte WCW det gamle NWA-bælte, der havde repræsenteret indehaveren af NWA World Heavyweight Championship til at anerkende en verdensmester for det fiktive organ WCW International. WCW International World Heavyweight Championship blev forenet med WCW World Heavyweight Championship i 1994.                       |
| World Heavyweight Championship (WWE)             | World Wrestling Entertainment  | 2002            | 15. december 2013 | VM-titlen blev forenet med WWE Championship i december 2013. |

## Oversigt over wrestlere med flest VM-titler

### Antal VM-titler
I alt 24 wrestlere har vundet mindst fem VM-titler i løbet af deres karriere. Oversigten tæller udelukkende titler, der har "world title status" (status som VM-titel) ifølge det anerkendte wrestlingmagasin Pro Wrestling Illustrated. 
| Nr. | Wrestler       | Total | WWE1 | World (WWE)2 | NWA3 | AWA4 | NWA (WCW)5 | WCW6 | WCW (WWF)7 | ECW8 | NWA (TNA)9 | TNA10 | Periode   |
| --- | -------------- | ----- | ---- | ------------ | ---- | ---- | ---------- | ---- | ---------- | ---- | ---------- | ----- | --------- |
| 1   | Ric Flair      | 16    | 2    |              | 5    |      | 3          | 6    |            |      |            |       | 1981-2000 |
| 2   | John Cena      | 15    | 12   | 3            |      |      |            |      |            |      |            |       | 2005-2014 |
| 3   | Triple H       | 14    | 9    | 5            |      |      |            |      |            |      |            |       | 1999-2016 |
| 4   | Hulk Hogan     | 12    | 6    |              |      |      |            | 6    |            |      |            |       | 1984-2002 |
| 4   | Sting          | 12    |      |              |      |      | 1          | 5    |            |      | 1          | 4     | 1990-2011 |
| 4   | Randy Orton    | 12    | 8    | 4            |      |      |            |      |            |      |            |       | 2004-2014 |
| 4   | Kurt Angle     | 12    | 4    | 1            |      |      |            |      | 1          |      |            | 6     | 2000-2015 |
| 8   | Edge           | 11    | 4    | 7            |      |      |            |      |            |      |            |       | 2006-2011 |
| 9   | The Rock       | 10    | 8    |              |      |      |            |      | 2          |      |            |       | 1998-2013 |
| 9   | Verne Gagne    | 10    |      |              |      | 10   |            |      |            |      |            |       | 1960-1981 |
| 11  | Harley Race    | 8     |      |              | 8    |      |            |      |            |      |            |       | 1973-1984 |
| 12  | Bret Hart      | 7     | 5    |              |      |      |            | 2    |            |      |            |       | 1992-2000 |
| 12  | The Undertaker | 7     | 4    | 3            |      |      |            |      |            |      |            |       | 1991-2010 |
| 14  | Steve Austin   | 6     | 6    |              |      |      |            |      |            |      |            |       | 1998-2001 |
| 14  | Randy Savage   | 6     | 2    |              |      |      |            | 4    |            |      |            |       | 1988-1999 |
| 14  | Batista        | 6     | 2    | 4            |      |      |            |      |            |      |            |       | 2005-2010 |
| 14  | Kevin Nash     | 6     | 1    |              |      |      |            | 5    |            |      |            |       | 1994-2000 |
| 14  | Chris Jericho  | 6     | 1    | 3            |      |      |            |      | 2          |      |            |       | 2001-2010 |
| 14  | Booker T       | 6     |      | 1            |      |      |            | 4    | 1          |      |            |       | 2000-2006 |
| 14  | Jeff Hardy     | 6     | 1    | 2            |      |      |            |      |            |      |            | 3     | 2008-2012 |
| 14  | Paul Wight     | 6     | 2    | 2            |      |      |            | 2    |            |      |            |       | 1995-2013 |
| 22  | Mad Dog Vachon | 5     |      |              |      | 5    |            |      |            |      |            |       | 1964-1967 |
| 22  | Jeff Jarrett   | 5     |      |              |      |      |            | 4    |            |      | 1          |       | 2000-2006 |
| 22  | CM Punk        | 5     | 2    | 3            |      |      |            |      |            |      |            |       | 2008-2013 |
| 22  | A.J. Styles    | 5     |      |              |      |      |            |      |            |      | 3          | 2     | 2003-2013 |

Pro Wrestling Illustrated har officielt klassificeret følgende titler med "world title status" (status som VM-titel):
1 WWE World Heavyweight Championship i World Wrestling Entertainment (1963-nu)

2 WWE's World Heavyweight Championship i World Wrestling Entertainment (2002-2013)

3 NWA World Heavyweight Championship i National Wrestling Alliance og Jim Crockett Promotions (1948-1988)

4 AWA World Heavyweight Championship i American Wrestling Association (1959-1990)

5 NWA World Heavyweight Championship i World Championship Wrestling (1988-1993)

6 WCW World Heavyweight Championship i World Championship Wrestling (1991-2001)

7 WCW Championship i World Wrestling Federation (2001)

8 ECW World Heavyweight Championship i Extreme Championship Wrestling (1999-2001)

9 NWA World Heavyweight Championship i Total Nonstop Action Wrestling (2006-2007)

10 TNA World Heavyweight Championship i Total Nonstop Action Wrestling (2007-2015)

Det er værd at bemærke, at eksempelvis WCW International World Heavyweight Championship (1993-1994) i World Championship Wrestling og ECW Championship (2006-2010) i World Wrestling Entertainment ikke er klassiciferede som VM-titler ifølge Pro Wrestling Illustrated og derfor ikke tæller med i ovenstående optælling. ECW World Heavyweight Championship, der blev etableret i 1994, fik først status som VM-titel i 1999 og beholdt den indtil 2001. 
Derudover har NWA World Heavyweight Championship ikke hele tiden været klassificeret som VM-titel, særligt de seneste 20 år, hvor titlen sjældent har været forsvaret i en stor wrestlingorganisation. NWA-titlen var VM-titel fra 1948 til 1993, men blev erstattet af WCW World Heavyweight Championship. Fra og med august 2006 blev den igen opklassificeret til VM-titel, da den blev brugt i Total Nonstop Action Wrestling, hvor den havde været aktiv siden 2002, men titlen blev erstattet allerede året efter af TNA World Heavyweight Championship, som også overtog titlens status som VM-titel. TNA World Heavyweight Championship mistede sin status som anerkendt VM-titel i juni 2015.  
NWA World Heavyweight Championship eksisterer i dag i Ring of Honor, men har ikke status som VM-titel. Ring of Honors egen VM-titel, ROH World Championship, mangler også fortsat at blive anerkendt som en ægte VM-titel af Pro Wrestling Illustrated. I ECW vandt The Sandman desuden ECW-titlen fem gange, men den første gang var i 1992, altså inden 1999, hvor titlen fik status som VM-titel, og han er derfor ikke inkluderet i ovenstående oversigt.

### Antal dage som verdensmester
13 wrestlere har været verdensmester i mere end 1.000 dage sammenlagt i løbet af deres karriere. Den 10-dobbelte AWA-verdensmester Verne Gagne har været verdensmester i længst tid med 4.677 dage mellem 1960 og 1981. Bruno Sammartino har været verdensmester længst tid i træk, da han i 2.803 dage holdt WWWF World Heavyweight Championship fra 1963 til 1971 uden at miste VM-titlen.
| Nr. | Wrestler         | Dage som verdensmester |
| --- | ---------------- | ---------------------- |
| 1   | Verne Gagne      | 4.677                  |
| 2   | Bruno Sammartino | 4.040                  |
| 3   | Lou Thesz        | 3.749                  |
| 4   | Ric Flair        | 3.725                  |
| 5   | Hulk Hogan       | 3.361                  |
| 6   | Nick Bockwinkel  | 2.990                  |
| 7   | Bob Backlund     | 2.138                  |
| 8   | Harley Race      | 1.862                  |
| 9   | Dory Funk, Jr.   | 1.502                  |
| 10  | John Cena        | 1.406                  |
| 11  | Triple H         | 1.225                  |
| 12  | Gene Kiniski     | 1.159                  |
| 13  | Pedro Morales    | 1.027                  |

Dan Severn holdt NWA World Heavyweight Championship i 1.559 dage fra februar 1995 til marts 1999, men det var på et tidspunkt, hvor NWA-titlen ikke havde status som VM-titel.